# Orde van de Feniks (Griekenland)

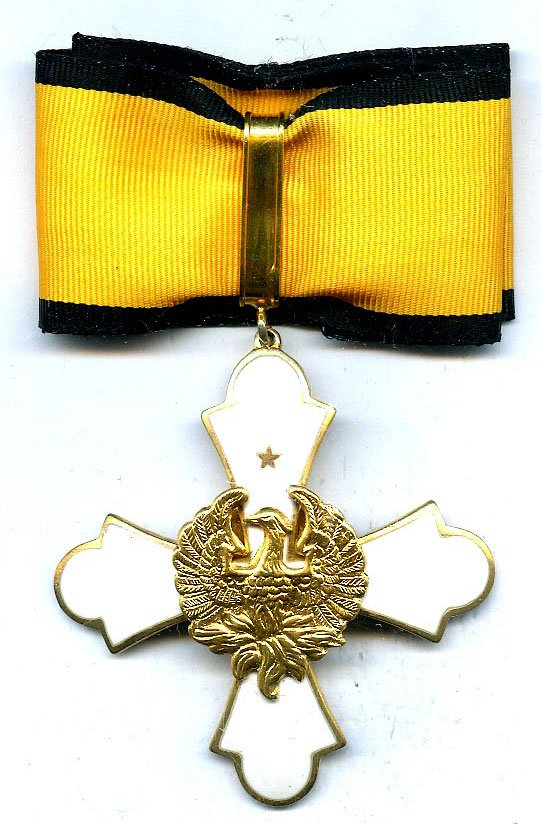
Orde van de Feniks

De Orde van de Feniks (Grieks: Βασιλικον ταγμα του Φοινικος, Basilikon Tagma tou Phoinikos) is een Griekse ridderorde en werd op 13 mei 1926 door de tweede Griekse republiek (1924-1936) ingesteld als vervanging van de opgeheven Orde van George I.
De feniks was een passend symbool voor een republiek die na bijna honderd jaar weer werd hersteld.
De Orde, die ook met zwaarden werd verleend, werd verleend aan Grieken die zich op het slagveld of het gebied van bestuur, kunst, economie,wetenschap of literatuur hadden onderscheiden. Ook Grieken die in andere landen woonden en daar "het prestige van Griekenland hadden vergroot" en buitenlanders werden in deze Orde opgenomen.
In 1936 werd de monarchie hersteld en werd ook de Orde van George I weer ingesteld. De Orde van de Feniks bleef desondanks, nu als een Orde van het Koninkrijk, bestaan. Uiteraard werd boven het kruis van de Orde nu een kroon aangebracht.
De derde Griekse republiek (7 september 1973) heeft de Orde van George I wederom afgeschaft en vervangen door een "Orde van Verdienste van Griekenland" maar ook nu is de Orde van de Feniks blijven bestaan.
Ambassadeurs in Athene werden bij hun afscheid met het grootkruis van de Orde van de Feniks vereerd en ook de Nederlandse Ambassadeur kreeg in 1973, na een afscheidsaudiëntie bij de in Rome in ballingschap levende koning, van de Regering in Athene, het "kolonelsregime", een grootkruis waarvan de kroon inderhaast was afgezaagd.

## Graden en versierselen van de Orde
- Grootkruis: de grootkruisen dragen het grote kruis van de Orde aan een grootlint en de ster van de Orde.
- Grootcommandeur: zij dragen het kruis van de Orde aan een lint om de hals en de ster van de Orde.
- Commandeur: zij dragen een iets kleiner kruis van de Orde aan een lint om de hals.
- Gouden Kruis: dit kleine gouden kruis wordt gedragen aan een lint dat twee vingers breed is op de linkerborst
- Zilveren Kruis: dit kleine zilveren kruis wordt gedragen aan een lint dat twee vingers breed is op de linkerborst

De militaire divisie is gelijk aan de civiele divisie maar draagt zwaarden tussen de armen van het kruis.

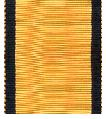
Het lint van de Orde.

Het lint van de Orde is goudgeel met zwarte randen.
Het kleinood van de Orde van de Feniks is een groot wit goudomrand kruis " pattée". In plaats van een medaillon is op het kruis een vergulde of verzilverde vogel Feniks te zien die uit de vlammen oprijst. Alle rangen dragen een koningskroon als verhoging boven hun kleinood. Boven de feniks is een kleine ster aangebracht en op de keerzijde lezen we het monogram van de regerende koning.
De ster van de grootkruisen is achtpuntig en van zilver. Op de ster zijn het kleinood en de kroon gelegd.
De ster van de tweede klasse is gelijk aan die van de eerste klasse.

## Gedecoreerden
- Stephen Fry, (Commandeur)
- Erhard Milch, (Grootkruis)
- Moshe Pesach, (Gouden Kruis)
- Bernhard Rust, (Grootkruis)